# Miss Mondo 1993
Miss Mondo 1993, la quarantatreesima edizione di Miss Mondo, si è tenuta il 27 novembre 1993, presso il Sun City Entertainment Centre di Sun City, in Sudafrica. Il concorso è stato presentato da Pierce Brosnan, Doreen Morris, Gina Marie Tolleson e Kim Alexis. Lisa Hanna, rappresentante della Giamaica è stata incoronata Miss Mondo 1993.

## Risultati

### Piazzamenti
| Risultato       | Concorrente |
| --------------- | --- |
| Miss Mondo 1993 | - Giamaica - Lisa Hanna |
| 2ª classificata | - Sudafrica - Palesa Mofokeng |
| 3ª classificata | - Filippine - Ruffa Gutierrez |
| Top 5           | - Croazia - Fani Čapalija - Venezuela - Mónica Lei |
| Top 10          | - Corea del Sud - Lee Seung-yeon - Finlandia - Janina Frostell - Francia - Véronique de la Cruz - Stati Uniti - Maribeth Brown - Svezia - Victoria Silvstedt |

### Regine continentali
| Risultato | Concorrente                   |
| --------- | ----------------------------- |
| Asia      | - Filippine - Ruffa Gutierrez |
| Europa    | - Croazia - Fani Čapalija     |
| Americhe  | - Venezuela - Mónica Lei      |
| Caraibi   | - Giamaica - Lisa Hanna       |
| Africa    | - Sudafrica - Palesa Mofokeng |

### Riconoscimenti speciali
| Riconoscimento        | Concorrente                   |
| --------------------- | ----------------------------- |
| Miss Personality      | - Danimarca - Charlotte Als   |
| Most Photogenic       | - Italia - Barbara Chiappini  |
| Best National Costume | - India - Karminder Kaur-Virk |

## Concorrenti
| Nazione                   | Concorrente                       | Età | Provenienza             |
| Argentina                 | Viviana Carcereri                 | 19  | Mendoza                 |
| Aruba                     | Christina van der Berg            | 18  | Noord                   |
| Australia                 | Karen Ann Carwin                  | 23  | Brisbane                |
| Austria                   | Jutta Ellinger                    | 23  | Vienna                  |
| Bahamas                   | Jacinda Saye Francis              | 18  | Nassau                  |
| Belgio                    | Stephanie Meire                   | 23  | Bruges                  |
| Bermuda                   | Kellie Hall                       | 22  | Somerset                |
| Bolivia                   | Claudia Lorena Arrieta Justiniano | 18  | Santa Cruz de la Sierra |
| Brasile                   | Lylia Virna Menezes Soriano       | 18  | Alagoas                 |
| Bulgaria                  | Vera Roussinova                   | 17  | Sofia                   |
| Canada                    | Tanya Lynn Memme                  | 22  | Toronto                 |
| Cile                      | Jessica Miroslava Eterovic Pozas  | 20  | Punta Arenas            |
| Cipro                     | Maria Magdalini Valianti          | 19  | Larnaca                 |
| Colombia                  | Silvia Isabel Duran Angarita      | 23  | Bucaramanga             |
| Corea del Sud             | Lee Seung-yeon                    | 24  | Seul                    |
| Costa Rica                | Laura Odio Salas                  | 19  | San José                |
| Croazia                   | Fani Čapalija                     | 18  | Spalato                 |
| Curaçao                   | Sally Daflaar                     | 19  | Willemstad              |
| Danimarca                 | Charlotte Als                     | 22  | Copenaghen              |
| Ecuador                   | Dana Saab Saab                    | 19  | Guayaquil               |
| El Salvador               | Beatriz Eugenia Henríquez Pinto   | 21  | San Salvador            |
| Filippine                 | Sharmaine (Ruffa) Rama Gutierrez  | 19  | Manila                  |
| Finlandia                 | Janina Frostell                   | 20  | Kuhmo                   |
| Francia                   | Véronique de la Cruz              | 19  | Guadalupa               |
| Germania                  | Petra Klein                       | 19  | Lübbenau                |
| Giamaica                  | Lisa Hanna                        | 18  | Kingston                |
| Giappone                  | Yoko Miyasaka                     | 22  | Tokyo                   |
| Gibilterra                | Jennifer Jane Ainsworth           | 18  | Gibilterra              |
| Grecia                    | Mania Delou                       | 19  | Atene                   |
| Guam                      | Gina Burkhart                     | 18  | Sinajana                |
| Guatemala                 | Maria Lucrecia Flores Flores      | 24  | Città del Guatemala     |
| Honduras                  | Tania Bruchmann Escorcia          | 18  | Tegucigalpa             |
| Hong Kong                 | May Lam Lei-Mei                   | 20  | Hong Kong               |
| India                     | Karminder Kaur-Virk               | 20  | Chandigarh              |
| Irlanda                   | Pamela Flood                      | 22  | Dublino                 |
| Islanda                   | Gudrun Hreidarsdóttir             | 19  | Reykjavík               |
| Isole Cayman              | Audry Elizabeth Ebanks            | 20  | Grand Cayman            |
| Isole Vergini Americane   | Suzanne Palermo                   | 21  | St. Thomas              |
| Isole Vergini Britanniche | Kaida Donovan                     | 18  | Tortola                 |
| Israele                   | Tamara Porat                      | 18  | Tel Aviv                |
| Italia                    | Barbara Chiappini                 | 18  | Piacenza                |
| Lettonia                  | Sigita Rude                       | 19  | Liepāja                 |
| Libano                    | Ghada El Turk                     | 21  | Keserwan                |
| Lituania                  | Jurate Mikutaite                  | 21  | Kaunas                  |
| Macao                     | Isabela Madeira da Silva Pedruco  | 20  | Macao                   |
| Malaysia                  | Jacqueline Ngu                    | 23  | Kuala Lumpur            |
| Malta                     | Susanne-Mary Borg                 | 17  | Mosta                   |
| Mauritius                 | Viveka Babajee†                   | 20  | Beau Bassin             |
| Messico                   | Elizabeth Margain Rivera          | 22  | Città del Messico       |
| Namibia                   | Christalene Barbara Kahatjipara   | 20  | Windhoek                |
| Nigeria                   | Helen Ntukidem                    | 22  | Lagos                   |
| Norvegia                  | Rita Omvik                        | 21  | Kongsvinger             |
| { Nuova Zelanda           | Nicola Johanna Brighty            | 20  | Auckland                |
| Paesi Bassi               | Hilda van der Meulen              | 22  | Oudeschoot              |
| Panama                    | Aracelys Cogley Preston           | 23  | Colón                   |
| Paraguay                  | Claudia Florentin Fariña          | 19  | Asunción                |
| Polonia                   | Aleksandra Spieczyńska            | 19  | Breslavia               |
| Porto Rico                | Ana Rosa Brito Suarez             | 23  | San Juan                |
| Portogallo                | Ana Luisa Barbosa Moreira         | 20  | Porto                   |
| Regno Unito               | Amanda Louise Johnson             | 19  | Nottingham              |
| Rep. Ceca                 | Simona Smejkalova                 | 19  | Praga                   |
| Rep. Dominicana           | Lynn Alvarez Klinken              | 21  | Concepción de La Vega   |
| Russia                    | Olga Sysoeva                      | 19  | Mosca                   |
| Singapore                 | Desiree Chan Fam Yin              | 20  | Singapore               |
| Slovacchia                | Dana Vojtechovska                 | 20  | Košice                  |
| Slovenia                  | Metka Albrecht                    | 18  | Postumia                |
| Spagna                    | Araceli Garcia Eugenio            | 23  | Madrid                  |
| Sri Lanka                 | Chamila Wickremesinghe            | 22  | Colombo                 |
| Stati Uniti               | Maribeth Brown                    | 23  | Natick                  |
| Sudafrica                 | Palesa Jacqueline Mofokeng        | 21  | Soweto                  |
| Svezia                    | Karen Victoria Silvstedt          | 19  | Bollnäs                 |
| Svizzera                  | Patricia Fässler                  | 19  | Zurigo                  |
| eSwatini                  | Sharon Richards                   | 20  | Mbabane                 |
| Taiwan                    | Virginia Long Wei-Yen             | 19  | Taipei                  |
| Thailandia                | Matoros Kato Leaudsakda           | 18  | Bangkok                 |
| Trinidad e Tobago         | Denyse Michelle Paul              | 23  | San Fernando            |
| Turchia                   | Emel Yildirim                     | 19  | Istanbul                |
| Uganda                    | Linda Bazalaki                    | 20  | Kampala                 |
| Uruguay                   | Maria Fernanda Navarro Guigou     | 20  | Montevideo              |
| Venezuela                 | Mónica Lei Scaccia                | 22  | Caracas                 |
| Zimbabwe                  | Karen Amanda Stally               | 19  | Harare                  |